# Midgee
Midgee là một chi nhện trong họ Toxopidae, được mô tả đầu tiên bởi V. T. Davies năm 1995.

## Các loài
Tính đến  tháng 4 năm 2019 it contains nine species:
- Midgee alta Davies, 1995 – Australia (Queensland)
- Midgee bellendenker Davies, 1995 – Australia (Queensland)
- Midgee binnaburra Davies, 1995 – Australia (Queensland)
- Midgee littlei Davies, 1995 – Australia (Queensland)
- Midgee minuta Davies, 1995 – Australia (Queensland)
- Midgee monteithi Davies, 1995 – Australia (Queensland)
- Midgee parva Davies, 1995 – Australia (New South Wales)
- Midgee pumila Davies, 1995 – Australia (Queensland)
- Midgee thompsoni Davies, 1995 – Australia (Queensland)